# (21634) Huangweikang
(21634) Huangweikang (1999 NB18) – planetoida z pasa głównego asteroid okrążająca Słońce w ciągu 3,49 lat w średniej odległości 2,3 j.a. Odkryta 14 lipca 1999 roku.